# I Heart Huckabees
I Heart Huckabees (bra: Huckabees - A Vida É uma Comédia; prt: Os Psicodetectives) é um filme teuto-americano de 2004, do gênero comédia dramática, dirigido por David O. Russell, com roteiro dele e Jeff Baena.

## Sinopse
Albert Markovski (Schwartzman) é um jovem que lidera uma facção local de um grupo ambientalista, a "Open Spaces Coalition". Esperando achar as respostas do que parece ser uma absurda coincidência na sua vida, ele contrata dois detetives existencialistas , Bernard e Vivian Jaffe (Hoffman e Tomlin). Estes detetives oferecem a Albert sua visão otimista do existentialismo — eles o chamam de interconetividade universal (ele tem alguns dogmas do Romantismo ou mesmo das filosofias transcendentalista ) — e observa-lo, ostensivamente para ajudá-lo a resolver a coincidência. Brad Stand (Law) é um sombrio e poderoso executivo nas Huckabees, uma cadeia de lojas tipo Wal-Mart. Ele se infiltra na Open Spaces e carismaticamente substitui Albert como líder. Dawn Campbell (Watts) é a namorada de Brad e a face e voz da Huckabees; ela aparece em todos os comerciais da loja.
Bernard e Vivian introduzem Albert a Tommy Corn (Wahlberg), um obcecado bombeiro antipetroleo. Tommy é contratado por Albert como o seu "outro", um espírito aparentado. Tommy termina por abandonar e enfraquecer a Jaffes ao apresentara a Albert, Caterine Vauban (Huppert), uma estudante da Jaffes que defende uma filosofia opositora. o niilismo absurdista.
Ela ensina a eles como desconectar seus seres internos em sua vida cotidiana e dos seus problemas, para sintetizar um estado de "pureza do ser" expresso por parar de pensar. Se livrado dos seus problemas, eles desejam manter esta sensação para sempre, ainda que ela diga a eles que  é inevitável voltar ao drama humano, e entender que o centro da verdade deste drama é miseravel e sem sentido. Nas tentativas posteriores de Brad derrubar Albert, ele e Dawn também acabam influenciados por Bernard e Vivian.
Albert atinge a iluminação quando ele sintetiza as duas visões opositoras de Jaffes e Vauban para compreender a verdade cósmica existente em tudo. De forma simpática, Albert entende que ele e Brad não são diferentes, que tudo esta intricavelmente conectado, mas estas conexões necessariamente acabam por causar uma dor inconsciente da dolorosa realidade da existência humana.

## Elenco
- Dustin Hoffman — Bernard Jaffe
- Lily Tomlin — Vivian Jaffe
- Jason Schwartzman — Albert Markovski
- Jude Law — Brad Stand
- Naomi Watts — Dawn Campbell
- Mark Wahlberg — Tommy Corn
- Isabelle Huppert — Caterine Vauban
- Kevin Dunn — Marty
- Richard Appel — Josh
- Patrick Walsh — bombeiro
- Tippi Hedren — Mary Jane Hutchinson
- Saïd Taghmaoui — tradutor
- Jean Smart — Sra. Hooten
- Jonah Hill — Bret
- Denis Hayes — Orrin Spence
- Isla Fisher — Heather
- Talia Shire — Sra. Silver
- Bob Gunton — Sr. Silver
- Shania Twain — Si - cantora de "Man! I Feel Like a Woman!"
- George Meyer — Par

## Efeitos visuais
Os efeitos visuais para este filme foram feitos em 3 Macintosh G5 por Russell Barrett, Scott Puckett e Joe Kastely.